# Juana Cangaro
Juana Cangaro (José María Jáuregui, Buenos Aires, Argentina; 13 de febrero de 2006) es una futbolista argentina. Juega de defensora en River Plate de la Primera División Femenina de Argentina.

## Trayectoria

### Inicios
Comenzó jugando al fútbol desde muy pequeña a los 5 años de edad en el complejo "Paso a Paso" de fútbol mixto. A los 7 años jugó fútbol femenino en Estudiantes de Mercedes, antes de volver a jugar al fútbol con varones en el Club Mercedes. En este último club, en el año 2017, tuvo problemas para jugar debido a que la Liga de fútbol de Mercedes no podía aceptarla porque el reglamento de la AFA no permitía un equipo mixto, lo cual hizo que inicie una campaña a su favor llamada en redes sociales; "#DejenJugarAJuana", tuvo tanta repercusión que llegó a los medios de comunicación nacionales y hasta al intendente de Mercedes de ese momento, Juan Ignacio Ustarroz, quién llegó a decretar de "interés municipal" que Cangaro juegue en el equipo, finalmente pudo hacerlo y disputar partidos con el conjunto mercedino.

### River Plate
En 2018, un profesor de su natal Mercedes, le recomendó pruebas en River Plate, donde estuvo por 4 días y finalmente quedó en el equipo. Comenzó jugando fútsal y luego pasó al fútbol 11, jugando en el equipo Sub-14, Sub-16 y reserva.
Fue campeona en el año 2018 de la Liga de Desarrollo con la Sub-14. En 2021, tuvo su debut con la reserva de La Banda, y aunque no jugó la final, fue parte del equipo reserva que consiguió el subcampeonato del primer Torneo de Reserva de AFA. En abril de 2022, nuevamente se consagró en la Liga de Desarrollo pero en la categoría Sub-16, ganando por 2-0 a Sarmiento de Junín. Este último título le permitió a Las Millonarias disputar el torneo "Fiesta Evolución" en Paraguay, donde culminaron en 3° puesto. En octubre del mismo año fue campeona otra vez con la Sub-16, en el "Torneo Sub-16 de la Asociación del Fútbol Argentino" (el primero de esa categoría organizado oficialmente por AFA) donde fue autora de uno de los goles en la victoria 5-0 de su equipo ante Excursionistas.

## Estadísticas

### Clubes
| Club                  | País      | Año           |
| --------------------- | --------- | ------------- |
| River Plate (reserva) | Argentina | 2018-presente |

## Palmarés

### Títulos nacionales
| Título             | Club        | Categoría | País      | Año  |
| ------------------ | ----------- | --------- | --------- | ---- |
| Liga de Desarrollo | River Plate | Sub-14    | Argentina | 2018 |
| Liga de Desarrollo | River Plate | Sub-16    | Argentina | 2022 |
| Torneo Sub-16 AFA  | River Plate | Sub-16    | Argentina | 2022 |

## Selección nacional
En octubre de 2021 fue citada para entrenar con la Selección Argentina Sub-17. Volvió a ser convocada a inicios de 2022 y también se confirmó su presencia para el Sudamericano Sub-17 2022 en donde anotó un gol contra Venezuela y en total disputó 3 partidos.